# 近江幸治
近江 幸治（おうみ こうじ、1948年8月27日 - ）は、日本の法学者。専門は民法・財産法。学位は、法学博士（早稲田大学・論文博士・1990年）（学位論文「担保制度の研究」）。前早稲田大学法学学術院、同大学院法務研究科教授。弁護士法人早稲田大学リーガル・クリニック所属弁護士（第一東京弁護士会）。

## 略歴
1977年早稲田大学大学院博士課程退学。1990年「担保制度の研究」で早稲田大学より法学博士の学位を取得。
早稲田大学助手、専任講師助教授（この間ドイツ・フライブルク大学客員研究員）、早稲田大学大学院法務研究科・法学部教授。2008-10年法学研究科長。早稲田大学民法研究会会長。早稲田大学ヨット部部長。2019年退任。　

## 活動
第一東京弁護士会に弁護士登録し、刑事弁護活動に熱心に取り組んでいる。

## 趣味
趣味は、スキー、テニス、野球、サッカーなどスポーツ全般。

## 研究テーマ
- 不動産法
- 金融担保問題
- 債権・不動産の流動化（セキュリタイゼーション）
- New Public Management

## 在外研究等
- フライブルク大学留学（早稲田大学長期在外研究員）

## 学説
著書である『民法講義』シリーズによれば以下の通り

### 総則
- 胎児の権利能力の例外に関して、損害賠償請求権（721条）、相続（886条）、遺贈（965条）の規定の「既に生まれたものとみなす」の意義について、判例の停止条件説を批判し、解除条件説をとる。
- 制限行為能力者が意思無能力による無効を主張できるかという点つき、全面的に取消しの規定を適用すべきとして、取消しと無効の二重効を否定する。
- 失踪宣告に関して、32条1項後段の「善意でした行為」の意義について、判例の双方善意必要説を批判し、取得者善意説をとる。
- 34条の法人の「目的の範囲」の意義について、前提として法人実在説をとるが、判例・通説のとる権利能力制限説を批判し、行為能力制限説をとる。
- 通謀虚偽表示に関して、94条2項の第三者の無過失の要否につき、直接適用の場合は不要であるが、類推適用の場合は無過失を要求する折衷説をとる。
- 94条2項における転得者の理論的構成つき、絶対的構成説を批判し、相対的構成説をとる。
- 動機の錯誤に95条が適用されるかという論点につき、一元的構成説をとる。
- 錯誤無効（95条）の効果につき、取消しに似た無効として可能な限り取消しに関する規定を類推すべきであるとする相対的無効論を展開する。
- 錯誤無効主張前の善意の第三者は96条3項類推適用により保護されるとする。
- 無権代理行為の効果を相対的無効とする。
- 日常家事債務（761条）と表見代理について、判例の110条趣旨類推適用説を批判し、110条類推適用説をとる。「類推適用」としているのは、前提として法定代理の場合には表見代理の規定が直接適用ではなく、類推適用されるとしているからで、761条で認められる日常家事代理権を基本代理権として表見代理の成立を認めるという基本的スタンスは110条直接適用説と同じである。

### 物権総論
- 物権行為の独自性を肯定した上で、物権行為の有因性につき、相対的有因説をとる。
- 物権変動の時期について、登記・引渡・代金支払時説をとる。
- 物権的請求権の内容につき、行為請求権と構成するが、費用負担の問題は物権的請求権と区別して不法行為原理に依拠して決定されるべき問題とする。すなわち、物権的請求権の相手方は行為義務を負うことになるが、もし相手方が、かかる妨害状態が生じたことにつき請求者にも原因があると考える場合には、不法行為原理により請求者に償還請求できるとする。
- 時効と登記について、判例理論のように時効完成時を基準とするのではなく、時効援用時を基準とすべきと主張する。

### 債権総論
- 拡大損害について、保護義務違反と構成する。
- 受領遅滞（債権者遅滞）の法的性質について、債務不履行説をとる。

### 契約法
- 解除の法的性質につき、間接効果説をベースとする折衷説をとる。
- 瑕疵担保責任の法的性質につき、法定責任説をベースとして信義則による修正を図る。

## 著作
- 『担保物権法』（弘文堂）1988
- 『担保制度の研究－権利移転型担保研究序説－』（成文堂）1989
- 『民法講義I〔民法総則〕』（成文堂） 1991
- 『民法講義II〔物権法〕』（成文堂）1990
- 『民法講義IV〔債権法総論〕』（成文堂）1994
- 『民法講義V〔契約法〕』（成文堂）1998
- 『担保物権法（北京・法律出版社）』2000
- 『New Public Managementから「第三の道」・「共生」理論への展開－資本主義と福祉社会の共生』（成文堂）2002
- 『民法講義 6 (事務管理・不当利得・不法行為)』成文堂 2004
- 『民法講義 3 (担保物権)』成文堂 2004
- 『民法講義 7 (親族法・相続法)』成文堂 2010
- 『学術論文の作法』成文堂 2011
- 『民法講義 0』成文堂 2012

### 編著
- 『新しい民法全条文 現代語化と保証制度改正』編 三省堂 2005
- 『民事法学の歴史と未来 田山輝明先生古稀記念論文集』五十嵐敬喜,楜澤能生共編集委員 成文堂 2014

## 所属学会
日本私法学会（国内）、金融法学会（国内）、日中民商法学会（国外）、交通法学会（国内）